# Стретт, Джон Уильям (лорд Рэлей)
Джон Уи́льям Стретт, третий барон Рэле́й (англ. John Strutt, 3rd Baron Rayleigh; 12 ноября 1842 — 30 июня 1919), более известный как лорд Рэйли (Рэлей) — британский физик и механик, открывший (с Уильямом Рамзаем) газ аргон и получивший за это Нобелевскую премию по физике в 1904 году. Открыл также явление, ныне называемое рассеянием Рэлея, и предсказал существование поверхностных волн, которые также называются волнами Рэлея.
Член Лондонского королевского общества (1873), его президент в 1905—1908 годах. Иностранный член Французской академии наук (1910; член-корреспондент с 1890).

## Биография
Стретт родился в 1842 году в городке Лэнгфорд-Гров (англ. Langford Grove) близ Тирлинга (англ. Terling), графство Эссекс. С малых лет он отличался хрупким здоровьем.

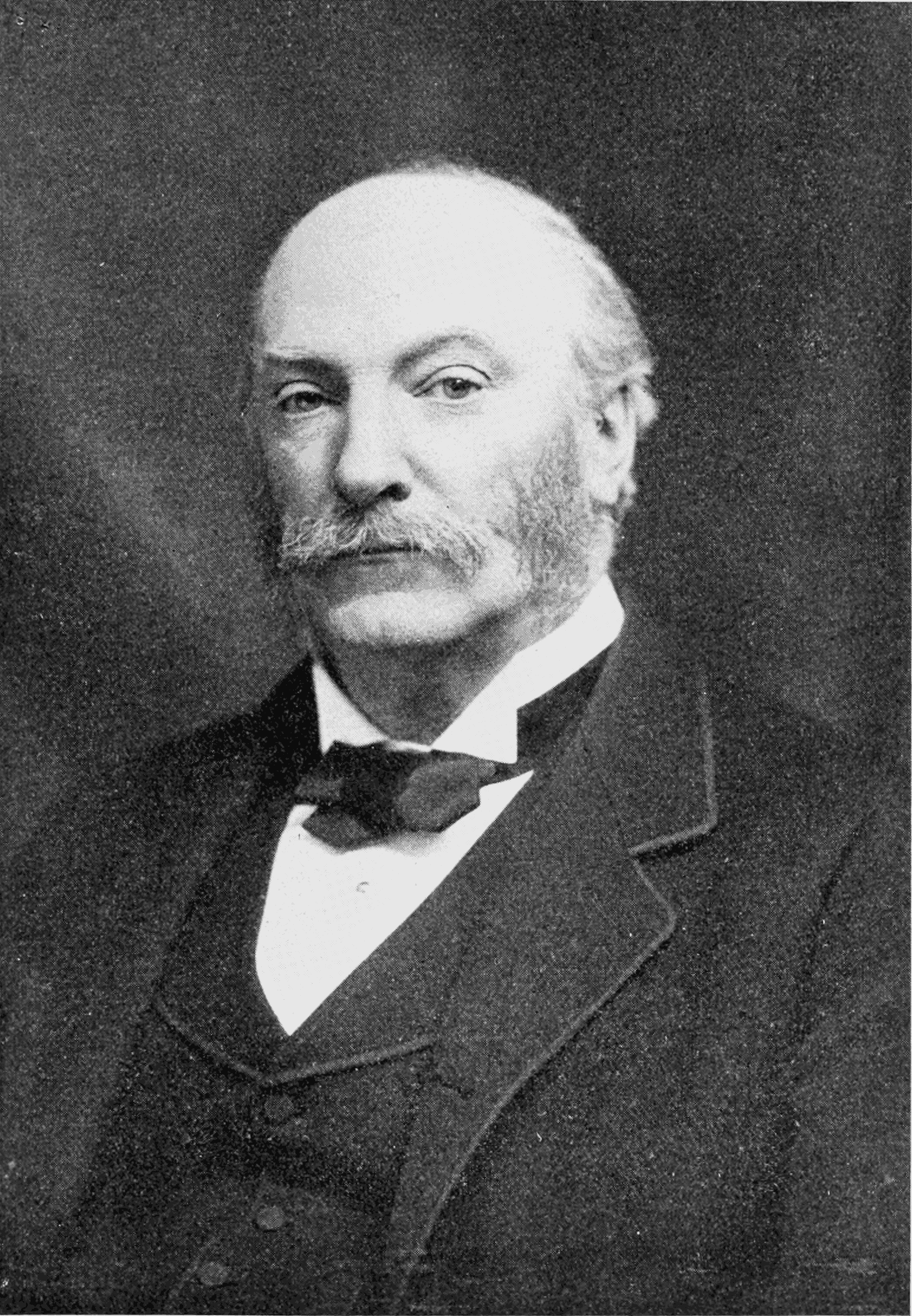
Лорд Рэлей

В 1861 году он поступил в Тринити-колледж Кембриджского университета, где изучал математику. Его учителями были Эдвард Джон Раус и Джордж Габриэль Стокс. В 1865 году он получил степень бакалавра, а в 1868 году — магистра. После этого он был принят на работу сотрудником Тринити-колледжа и работал там до своей женитьбы в 1871 году.
Титул лорда Стретт унаследовал в 1873 году после смерти его отца — Джона Стретта, второго барона Рэлея.
После смерти Джеймса Максвелла в 1879 году Рэлей стал вторым Кавендишским профессором Кембриджского университета и директором Кавендишской лаборатории; последний пост он занимал до 1884 года. С 1887 г. Рэлей — профессор Королевского института Великобритании (Лондон). В 1885—1896 гг. — секретарь Лондонского королевского общества.
С 1908 по 1919 годы был президентом Кембриджского университета.
Джон Уильям Стретт, лорд Рэлей умер 30 июня 1919 года в городке Уитэм (англ. Witham), графство Эссекс.

## Научная деятельность
Основные работы Рэлея по механике и физике относятся к теории колебаний, одним из основоположников которой он является. Приложения данной теории он находил в самых разных областях — в теории упругости, акустике, оптике, электричестве и других.
В акустике Рэлей исследовал колебания струн, стержней, пластинок и др.; исследовал колебания цилиндрической, конической и сферической оболочек. В 1873 году он сформулировал ряд фундаментальных теорем линейной теории колебаний, позволяющих делать качественные заключения о собственных частотах колебательных систем, и разработал количественный метод возмущений для нахождения собственных частот колебательной системы, мало отличающейся от простой системы с известными собственными частотами.
Рэлей впервые указал на специфичность нелинейных систем, способных совершать незатухающие колебания без периодического воздействия извне, и на особый характер этих колебаний (названных впоследствии автоколебаниями).
Он рассмотрел также задачу сложения многих колебаний со случайными фазами и получил функцию распределения для результирующей амплитуды — так называемое распределение Рэлея. Метод, разработанный при этом Рэлеем, надолго определил дальнейшее развитие теории случайных процессов.
В 1878 году Рэлей ввёл в механику понятие о функции рассеяния (диссипативная функция Рэлея); данная величина характеризует скорость рассеяния механической энергии.
Рэлей внёс значительный вклад в развитие теории упругости. В его труде «Теория звука» (2 тт., 1877—78 гг.; 2-е издание — 1894—96 гг.) приведены и систематизированы полученные им фундаментальные результаты по теории колебаний упругих систем. Для нахождения периода колебаний упругих систем он применил приближённый метод, основанный на использовании потенциальной энергии упругой системы.
Крупным открытием Рэлея явилась его имеющая важное значение для сейсмологии теория поверхностных упругих волн (волны Рэлея, 1885—1887 гг.) — упругих возмущений, распространяющихся в твёрдом теле вдоль его свободной границы и затухающих с глубиной. В теории упругих волн Рэлей рассмотрел также вопросы дифракции, рассеяния и поглощения волн, давление звука, исследовал волны конечной амплитуды.
В «Теория звука» Рэлея впервые отчётливо проявился единый подход к изучению колебательных и волновых процессов, имеющих различную физическую природу. Эти идеи Рэлея легли в основу современной теории колебаний.
Рэлей объяснил различие между групповой и фазовой скоростями, установил соотношения между ними, получил формулу для групповой скорости (формула Рэлея).
В 1883 году Рэлей опубликовал в журнале Nature статью, посвящённую динамическому планированию морских птиц, которые для своего полёта используют разность скорости ветра на разных высотах.
В 1890 году Рэлей произвёл грубую оценку размеров молекул, используя метод масляных плёнок.
В опыте Рэлея использовалась капля оливкового масла, растекавшаяся по поверхности воды. Интересно, что липиды — молекулы жиров, в частности, масла — имеют амфифильную структуру. Это означает, что одна из частей молекулы смачивается водой (т.е. её контакт с водой является энергетически выгодным), а другая — не смачивается. Молекулы масла имеют вид голов с двумя или тремя хвостами.
Растекание продолжается до тех пор, пока поверхность воды не останется покрытой всего лишь одним слоем молекул масла, направленных «головами вниз». В этом случае линейный размер молекул можно оценить как отношение объема исходной капли  к предельной площади масляной пленки . Здесь, конечно, неявно использовано предположение о том, что каждая молекула в жидкости занимает определенный удельный объем  ( — число молекул), не зависящий от формы, которую приняла жидкость. Хотя в случае мономолекулярного масляного слоя это предположение теряет физический смысл, оно применимо в широком диапазоне условий и, в частности, отражается в несжимаемости жидкости (т.е. независимости ее удельного объема от давления, температуры и формы), имеющей место с высокой точностью.
В опыте Рэлея использовалась капля объёмом 0,9 мм3 , которая была помещена в большой таз с водой и растеклась до пленки площадью 0,55м2.
Рэлей заложил основы теории молекулярного рассеяния света (в частности, ввёл понятие о так называемом рэлеевском рассеянии света). Установив обратную пропорциональность интенсивности рассеянного средой света четвёртой степени длины волны возбуждающего света (закон Рэлея), он объяснил голубой цвет неба. В 1879 году он создал теорию разрешающей способности оптических приборов на основе критерия Рэлея. В 1900 году Рэлей открыл закон распределения энергии излучения в спектре абсолютно чёрного тела в зависимости от температуры (см. Закон Рэлея — Джинса). Эта работа имела большое значение для возникновения теории квантов.

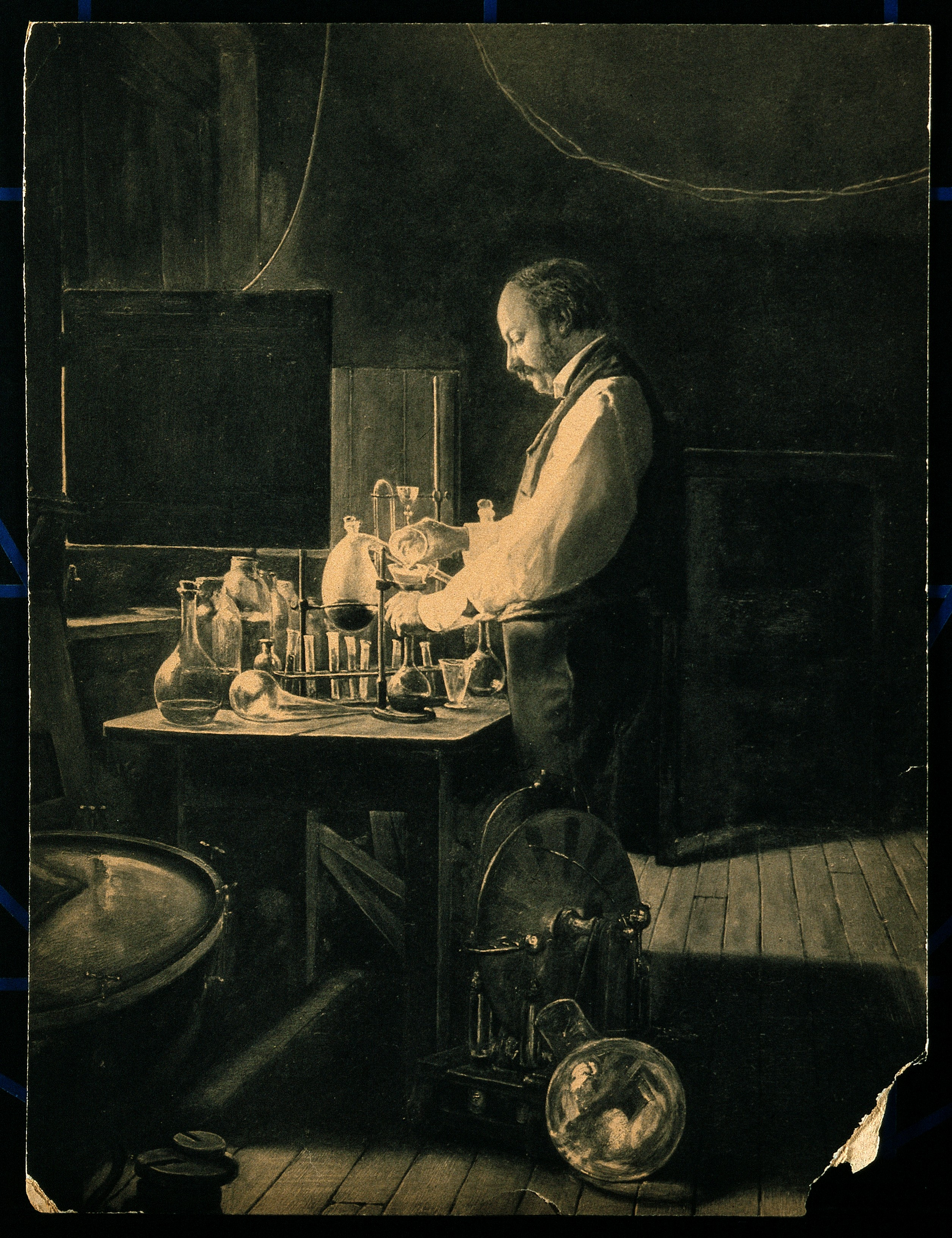
Рэлей за работой.

Также примерно в это время Рэлей построил теорию локализации человеком направления на источник звука с использованием разности времени прихода звука в правое и левое ухо.
В 1894 году вместе с У. Рамзаем открыл новый химический элемент — аргон и определил его свойства и место в Периодической системе элементов (Нобелевская премия по физике 1904 г. с формулировкой: «за исследование плотности газообразных элементов и открытие в связи с этим аргона»).
С именем Рэлея связаны многие физические понятия, законы и приборы:
- волны Рэлея;
- диск Рэлея;
- интерферометр Рэлея;
- закон намагничивания Рэлея;
- манометр Рэлея;
- распределение Рэлея;
- критерий Рэлея;
- рэлеевское рассеяние;
- закон Рэлея — Джинса.

## Память
В 1964 году Международный астрономический союз присвоил имя Рэлея кратеру на видимой стороне Луны.

## Научные работы
- «О свете от неба, его поляризации и цвете» 1899 г.
- The Theory of Sound vol. I (London : Macmillan, 1877, 1894). Русский перевод: Стретт Дж. В. (лорд Рэлей). Теория звука. — М.: ГИТТЛ, 1955. — Т. 1. — 503 с.
- The Theory of Sound vol.II (London : Macmillan, 1878, 1896). Русский перевод: Стретт Дж. В. (лорд Рэлей). Теория звука. — М.: ГИТТЛ, 1955. — Т. 2. — 474 с.